# Oedomerus
Oedomerus is een geslacht van rechtvleugeligen uit de familie veldsprinkhanen (Acrididae). De wetenschappelijke naam van dit geslacht is voor het eerst geldig gepubliceerd in 1907 door Bruner.

## Soorten
Het geslacht Oedomerus omvat de volgende soorten:
- Oedomerus corallipes Bruner, 1908
- Oedomerus nigropleurus Bruner, 1908